# James V. Ganly

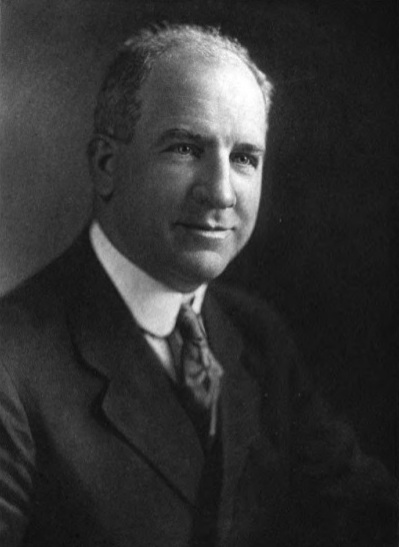
James V. Ganly

James Vincent Ganly (* 13. September 1878 in New York City; † 7. September 1923 ebenda) war ein US-amerikanischer Politiker. Zwischen 1919 und 1921 sowie im Jahr 1923 vertrat er den Bundesstaat New York im US-Repräsentantenhaus.

## Werdegang
James Vincent Ganly besuchte öffentliche Schulen und das Packard Business College. Danach ging er Öl-, Immobilien- und Autogeschäften nach. Er saß 1907 in der New York State Assembly. 1914 wurde er der erste County Clerk im Bronx County – ein Posten, den er bis 1918 innehatte. Diese Zeit war vom Ersten Weltkrieg überschattet. Politisch gehörte er der Demokratischen Partei an.
Bei den Kongresswahlen des Jahres 1918 für den 66. Kongress wurde Ganly im 24. Wahlbezirk von New York in das US-Repräsentantenhaus in Washington, D.C. gewählt, wo er am 4. März 1919 die Nachfolge von Benjamin L. Fairchild antrat. Er erlitt bei seiner Wiederwahlkandidatur 1920 eine Niederlage und schied dann nach dem 3. März 1921 aus dem Kongress aus. 1922 kandidierte er für den 68. Kongress. Nach einer erfolgreichen Wahl trat er am 4. März 1923 die Nachfolge von Benjamin L. Fairchild an. Er starb am 7. September 1923 bei einem Autounfall in New York City. Sein Leichnam wurde auf dem St. Raymond’s Cemetery im Borough von Bronx beigesetzt.